# 古川町立大村小学校
古川町立大村小学校 （ふるかわちょうりつ おおむらしょうがっこう）は、かつて岐阜県吉城郡古川町（現・飛騨市古川町）に存在した公立小学校。

## 概要
- 旧・小鷹利村の小学校であった。古川町が農村部の過疎化による小規模校の複式学級を解消するために、隣接校の統合をすすめ、1964年に旧・細江村の細江小学校と統合。古川仲小学校の新設により廃校。
- 校舎は移築され、古川中学校校舎に転用された。

## 沿革
- 1874年（明治7年）7月 - 小鷹利学校大村支校が開校。浄徳寺[注釈 2]を仮校舎とする。
- 1875年（明治8年）2月 - 高野村、畦畑村、平岩村、大村、寺地村、笹ヶ洞村、信包村、黒内村、谷村が合併し、小鷹利村が発足。
- 1877年（明治10年） - 小鷹利学校から独立し、大村学校となる。
- 1879年（明治12年） - 移転。民家を仮校舎とする。
- 1880年（明治13年） - 公立大村学校に改称する。
- 1881年（明治14年） - 新築（木造2階建）移転。
- 1886年（明治19年） - 大村尋常小学校に改称する。
- 1905年（明治38年） - 大村尋常高等小学校に改称する。
- 1907年（明治40年） - 大字上野字流に新築移転。
- 1916年（大正5年） - 農業補習学校を併設。
- 1920年（大正9年） - 校舎を増築。
- 1935年（昭和10年）6月29日 - 集中豪雨により宮川、荒城川が氾濫し、校舎が浸水する。このさい、校舎内の生石灰と水が反応し出火。校舎を全焼する[1]。
- 1936年（昭和11年）7月 - 校舎を再建。
- 1941年（昭和16年）4月1日 - 大村国民学校に改称する。
- 1947年（昭和22年）4月1日 - 小鷹利村立大村小学校に改称する。
- 1956年（昭和31年）4月1日 - 古川町、細江村、小鷹利村が合併し、改めて古川町が発足。同時に古川町立大村小学校に改称する。
- 1964年（昭和39年）3月 - 統合により廃校。大村小学校校区の平岩地区が古川小学校校区に移る。

## その他
- 旧小鷹利村に存在した3つの小学校（信包小・大村小・畦畑小）のうち、信包小と大村小は統合により古川西小学校の前身校となったが、畦畑小は古川小学校に統合された。